# Nature Energy Park
Der Nature Energy Park ist ein Fußballstadion in der dänischen Stadt Odense. Odense ist der Verwaltungssitz der gleichnamigen Kommune auf der Insel Fünen. Seit dem Juni 2018 trägt die Anlage den Namen Nature Energy Park. Der Fußballclub Odense BK ist der Hauptnutzer des Stadions.

## Geschichte
Im Jahr 1941 wurde die Spielstätte eingeweiht; damals noch unter dem Namen Odense Stadion und bis zur Renovierung 1996 nur wenig verändert. Erste Veränderungen wurden 1965 vorgenommen. Das Stadion bekam eine 400 Lux starke Flutlichtanlage und die Haupttribüne bekam eine kleine Renovierung. Von 1990 bis 1996 erreichte der Odense BK mit Ausnahme von 1992 den Europapokal. Auf Grund dessen beschloss der Stadtrat das über 50 Jahre alte Stadion umzubauen.
Am 26. September 1997 waren drei der vier Tribünen fertiggestellt und wurden mit dem Spiel Odense BK gegen den FC Kopenhagen eingeweiht. Zwei Monate später war auch der letzte Rang errichtet und somit stand zu der Zeit in Odense eines der modernsten Stadien von Dänemark. Zur Saison 2002/03 verschärfte die UEFA die Anforderungen an Stadien im Europapokal. Der dänische Verband Dansk Boldspil Union (DBU) übernahm die Richtlinien für die Stadien der dänischen Superliga. So wurden von Sommer 2004 ein Jahr lang modernisiert. Am Ende der Renovierung bekam das Stadion seinen damaligen Namen Fionia Park. Es wurde eine Rasenheizung verlegt und die Haupttribüne erweitert (mit VIP-Logen). In den Räumlichkeiten des Stadions finden verschiedene Veranstaltungen statt wie z. B. Konferenzen, Empfänge, Messen, Pressekonferenzen und Feiern aller Art. Mit diesen Maßnahmen war die Spielstätte auf dem neuesten Stand.
Heute bietet die Arena 15.761 Plätze (13.963 Sitzplätze). Die größte Besucherzahl nach der Renovierung 1997 kam am 13. Mai 2009 im Stadion zusammen. 15.486 Zuschauer sahen am vorletzten Spieltag der Saison 2008/09 das Spiel Odense BK gegen den FC Kopenhagen (3:2). Neben dem Nature Energy Park liegt das Odense Atletikstadion, in dem der FC Fyn seine Heimspiele austrug.
Anfang Mai 2010 gab der Verein bekannt, dass das Stadion zukünftig bis 2015 TRE-FOR Park den Sponsoringnamen tragen wird. Das dänische Energieunternehmen TRE-FOR zahlt einen zweistelligen Millionenbetrag in dänischen Kronen für das Namensrecht. Im Juni 2018 wurde das nach der dänischen Biogasunternehmen Nature Energy benannt.

## Die Tribünen
Die Sponsorenrechte der einzelnen Ränge wurden an die Albani-Brauerei, die Barfoed-Gruppe und die Sparekassen Danmark veräußert. Die Stimmungstribüne wurde nach Richard Møller Nielsen benannt, der Dänemark 1992 zum EM-Titel führte.
- Albani-Tribüne (A): 2.771 Plätze
- Richard Møller Nielsen-Tribüne (B): 3.496 Plätze (Stimmungstribüne)
- Barfoed Group-Tribüne (C): 4.764 Plätze
- Sparekassen Danmark-Tribüne (D): 2.932 Plätze

Dazu kommen noch 1.760 Stehplätze (800 Heimfans; 960 Gästefans); 18 Behindertenplätze und 38 Plätze auf der Pressetribüne.

## Konzerte
Im Stadion finden neben den Fußballspielen ab und an Konzerte statt. Am 24. Juni 2007 trat der britische Sänger Elton John auf und während seiner The Dark Side of the Moon Live-Tour spielte Roger Waters am 13. Mai 2008 auch im Stadion von Odense.

## Galerie

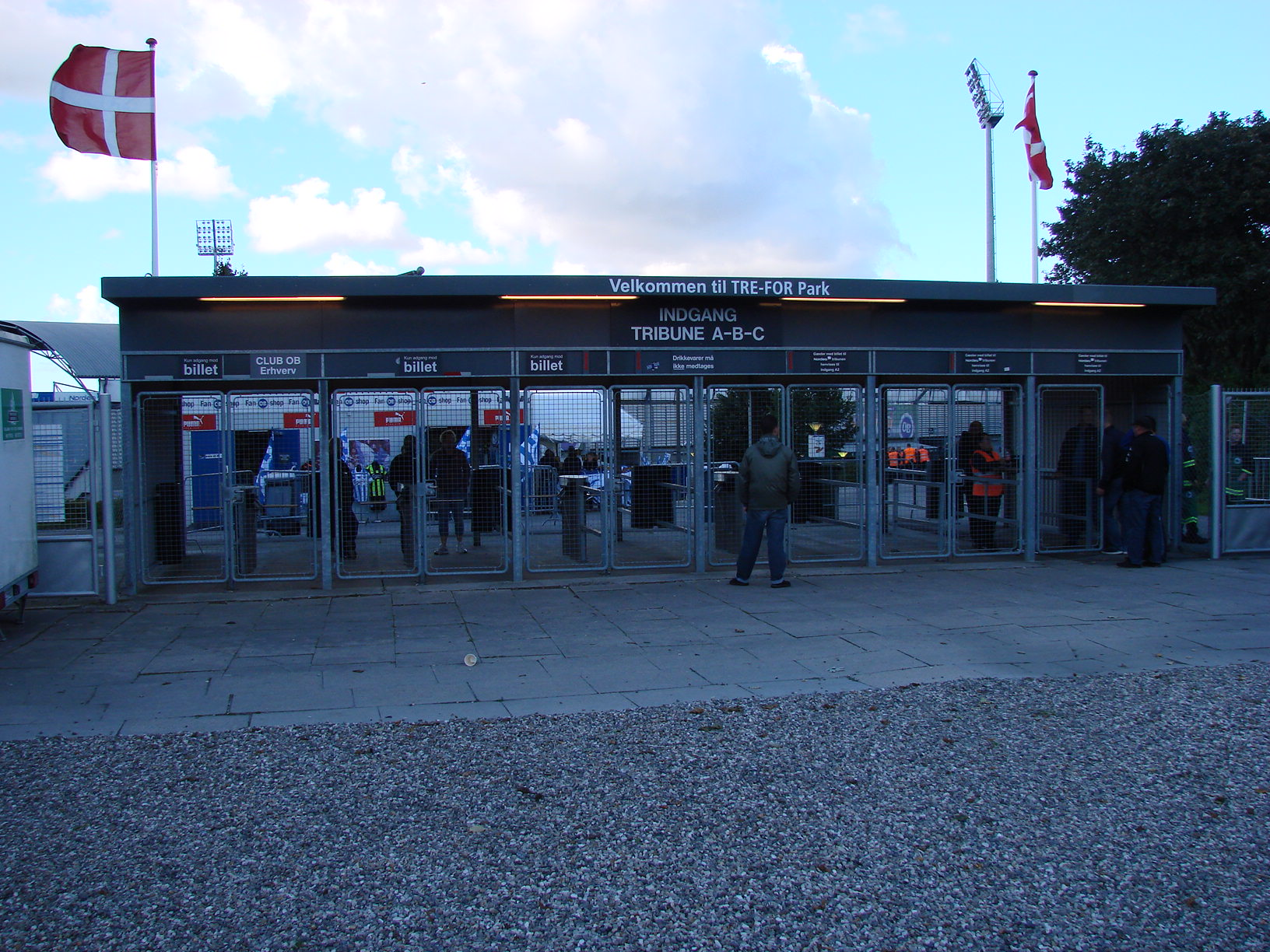
Stadion-Eingang
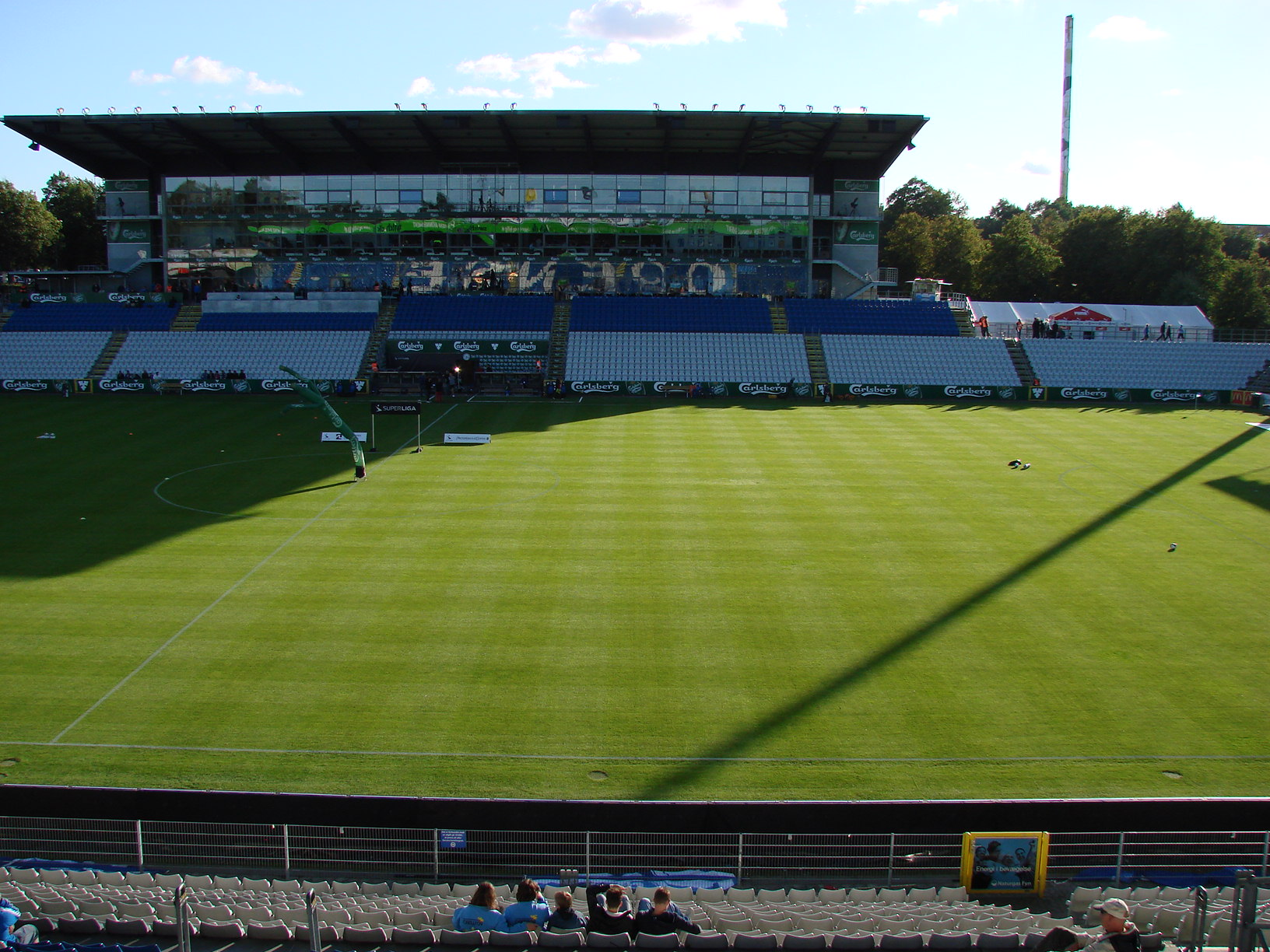
Albani-Tribüne
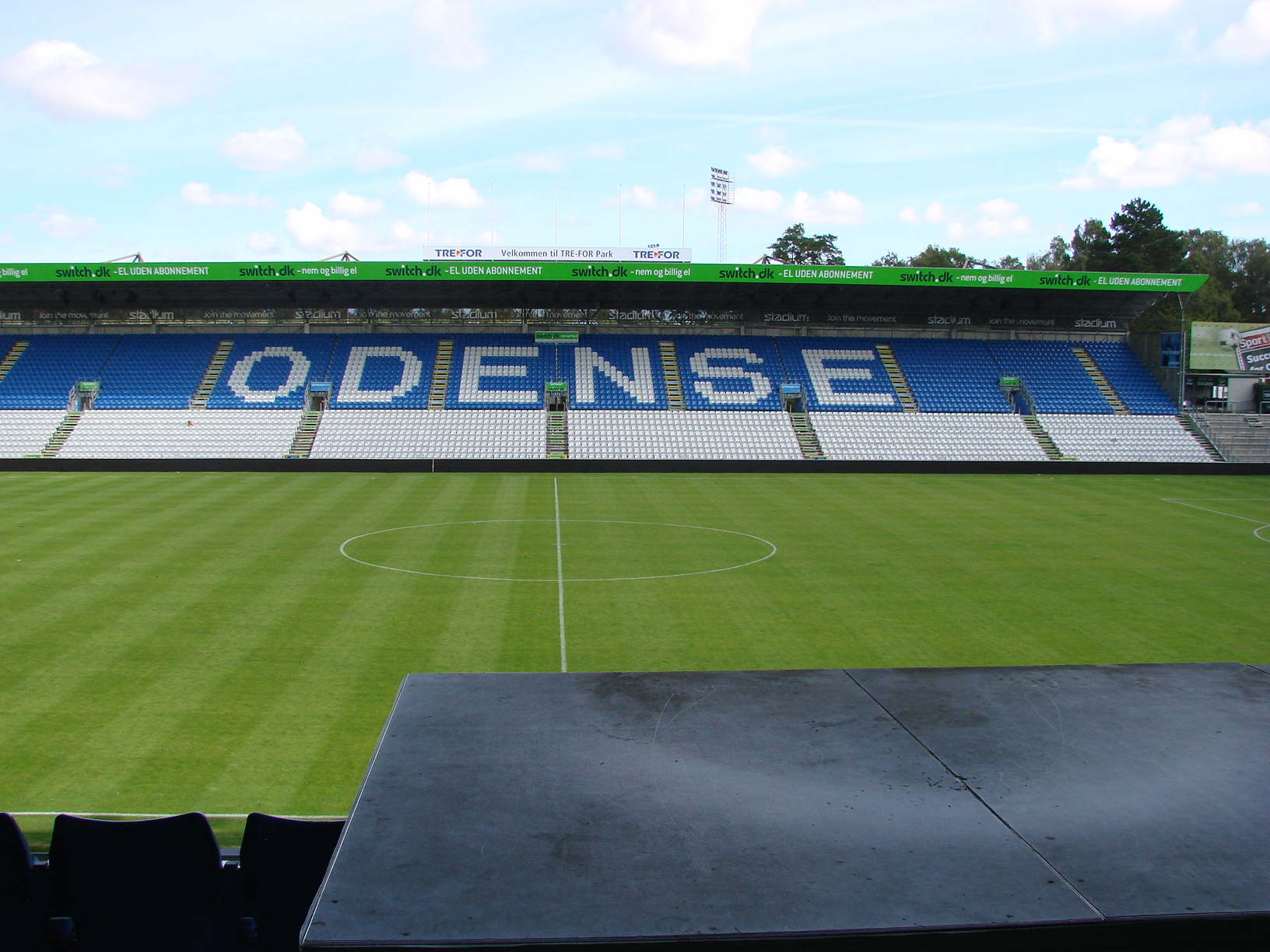
Barfoed-Group-Tribüne